# 下科斯滕茨
下科斯滕茨是德国莱茵兰-普法尔茨州的一个市镇。总面积4.12平方公里，总人口207人，其中男性107人，女性100人（2011年12月31日），人口密度50人/平方公里。